# 縱紋腹小鴞

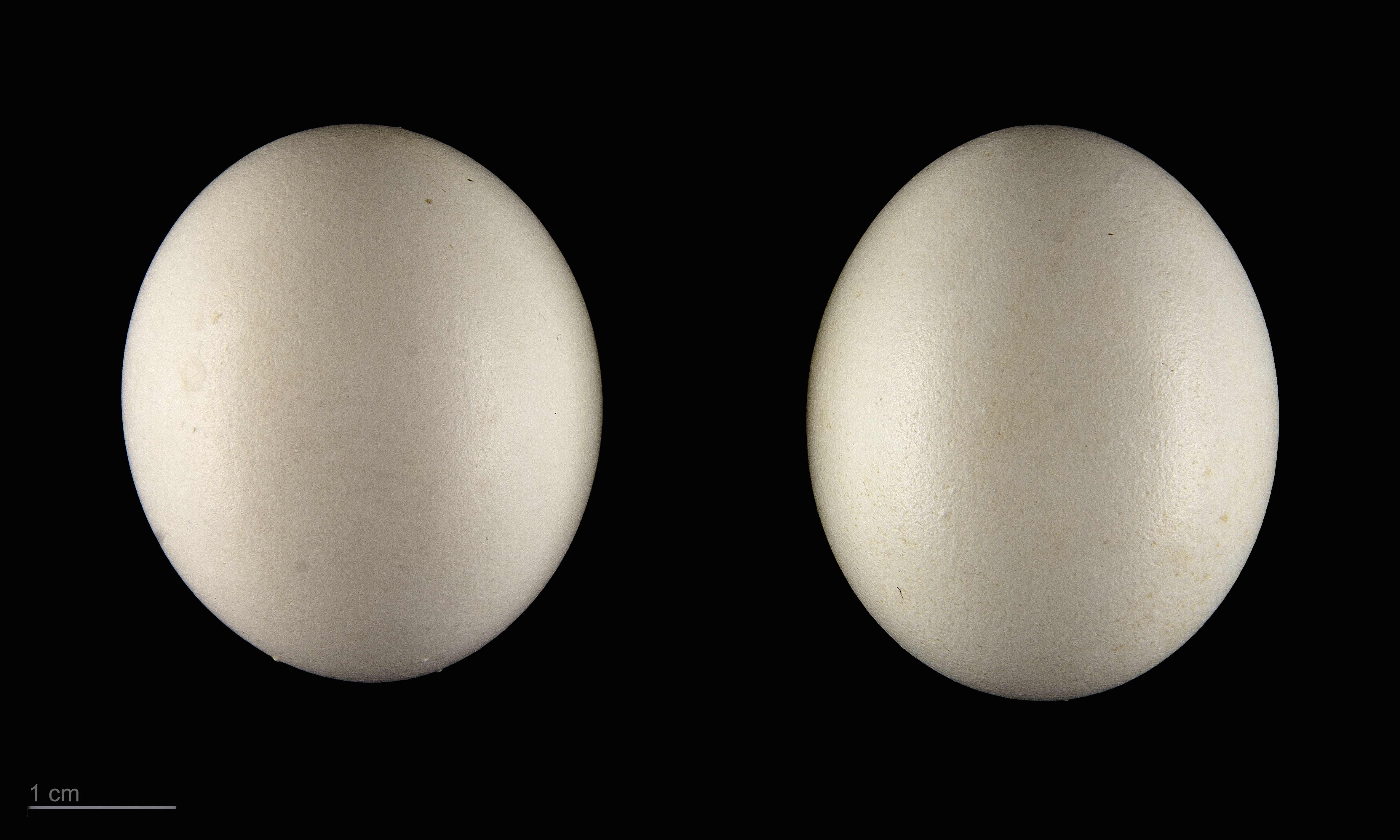
卵 Athene noctua vidalii

縱紋腹小鴞（学名：Athene noctua）是鸱鸮科小鸮属的一种。

## 分布
本种分布于欧洲、非洲东北部、亚洲西部和中部、俄罗斯、伊朗、伊拉克、阿富汗、巴基斯坦、印度北部、锡金、不丹、蒙古和朝鲜及中国北方。

## 形态
本种体长20-27.5厘米。捕食昆虫、蚯蚓、两栖动物以及小型的鸟类和哺乳动物。繁殖期一般为5—7月。